# Louis Jordan
Louis Jordan, nato Louis Thomas Jordan (Brinkley, 8 luglio 1908 – Los Angeles, 4 febbraio 1975), è stato un sassofonista, polistrumentista, cantante e bandleader statunitense.
Fu un pioniere del jazz, del blues e del rhythm & blues. Personaggio poliedrico, fu anche direttore d'orchestra e compositore di canzoni, riscuotendo maggior successo tra il 1930 ed il 1950. Noto con il soprannome di re del jukebox, fu molto popolare negli Stati Uniti nell'ultimo periodo dell'era dello swing. Nel 2004, Rolling Stone lo collocò al 59º posto nella sua lista dei 100 più grandi artisti di tutti i tempi

## Biografia

### Primi anni
Nacque in Arkansas dove suo padre, James Aaron Jordan, era maestro di musica e direttore dei Brinkley Brass Band e dei Rabbit Foot Minstrels. Sua madre Adell morì quando Louis era ancora un ragazzo. Jordan studiò musica con suo padre, imparando a suonare il clarinetto.
Da giovane suonò nei gruppi musicali del padre, lavorando durante le vacanze estive. Negli stessi anni cominciò a suonare il pianoforte a livello professionale, ma il sassofono alto divenne il suo strumento preferito. Successivamente divenne presto noto anche come cantante, compositore di canzoni e presentatore.

### Anni 1930
Verso la fine del 1936 entrò nell'orchestra diretta dal percussionista Chick Webb. Il gruppo si esibiva a New York alla Savoy Ballroom ed era considerata una delle migliori big band dell'epoca.
Questo fu lo stesso periodo in cui una giovane Ella Fitzgerald divenne la cantante della band di Webb. Ella e Jordan spesso duettavano sul palco. Anche in seguito tornarono a cantare insieme, al culmine del loro successo, per realizzare diverse registrazioni.
Nel 1938 Jordan venne licenziato da Webb per aver tentato di convincere Ella ed altri componenti a unirsi alla sua nuova band. In questo periodo Webb era già gravemente malato di tubercolosi alla colonna vertebrale: morì dopo un intervento spinale il 16 giugno 1939, all'età di soli 30 anni. Dopo la sua morte, Ella Fitzgerald diventò la leader della band.
La prima band di Jordan, costituita essenzialmente da strumentisti della Jesse Stone band, era in origine costituita da nove elementi, ma scese a sei, quando il gruppo si stabilì all'Elks Rendezvous club al 464 di Lenox Avenue ad Harlem. I componenti iniziali erano: Jordan (sax, voce), Courtney Williams (tromba), Lem Johnson (sax tenore), Clarence Johnson (pianoforte), Charlie Drayton (contrabbasso) e Walter Martin (percussioni).
Il 20 dicembre 1938 la nuova band iniziò a registrare per la Decca Records, producendo tre canzoni con la collaborazione di un semisconosciuto cantante di nome Rodney Sturgess, e due nuove versioni delle loro, Honey in the Bee Ball,  e Barnacle Bill The Sailor. Anche se queste vennero accreditate alla The Elks Rendezvous Band, Jordan cambiò il nome alla band in Tympany Five, a seguito del fatto che Martin usava spesso i timpani nelle esecuzioni (il termine tympany era un termine colloquiale obsoleto che vuol dire "gonfio", "tronfio", etimologicamente collegato allo strumento musicale, ma storicamente separato).
Le varie composizioni dei Tympany Five (ai quali si aggiungevano spesso altri musicisti) compresero Bill Jennings e Carl Hogan alla chitarra, i famosi pianisti-arrangiatori Wild Bill Davis e Bill Doggett, Shadow Wilson e Chris Columbus alle percussioni e Dallas Bartley al basso. Jordan suonava il sassofono alto, tenore e baritono, cantando diversi brani.
L'incisione successiva dei Tympany Five venne realizzata nel marzo del 1939, portando alla realizzazione di tre brani: Keep A-Knockin, (originariamente registrata negli anni 1920 e poi realizzata in cover da Little Richard), Sam Jones Done Snagged His Britches e Doug the Jitterbug. Lem Johnson in seguito abbandonò il gruppo venendo poi sostituito da Stafford Simon. Fra il dicembre 1939 e il gennaio 1940 vennero registrati due classici di Jordan, You're My Meat e You Run Your Mouth and I'll Run My Business. Altri musicisti che suonarono nella band dal 1940 al 1941 furono il sax tenore Kenneth Hollon, che incise con Billie Holiday, il trombettista Freddie Webster, della Earl Hines' band, astro nascente della scena bebop e che influenzò Kenny Dorham e Miles Davis.
Nel 1941 Jordan firmò un contratto con la General Artists Corporation agency, che gli assegnò Berle Adams come agente. Adams gli procurò una scrittura alla Chicago's Capitol Lounge a supporto dei The Mills Brothers rivelandosi un importante passo in avanti per Jordan e la sua band.
La presenza continua alla Capitol Lounge offrì anche la misura delle - ancora limitate - dimensioni del suo successo. In base al contratto, il gruppo venne pagato 70 $ a settimana - 35 $ a settimana per Jordan e 35 dollari da dividere fra gli altri componenti della band. Solo sette anni dopo, quando Jordan suonò la sua stagione record al Golden Gate Theater di San Francisco nel 1948, incassò oltre 70000 $ in appena due settimane. Durante questo periodo, il bassista Henry Turner venne licenziato e sostituito da Dallas Bartley. 
Terminato il contratto, i Tympany Five cambiarono locale. Si trasferirono al Fox Head Tavern a Cedar Rapids nello Iowa. Lavorando in un ambiente più flessibile come quello di Cedar Rapids, lontano dai centri principali, la band fu in grado di sviluppare un nuovo repertorio. Jordan, in seguito, identificò il periodo di Fox Tavern come il punto di svolta nella sua carriera: fu allora che compose diverse canzoni di grande successo, che divennero presto hit, tra cui, If It's Love You Want, Baby, Ration Blues e Inflation Blues.

### Anni 1940
Nell'aprile 1941 la Decca lanciò la serie Seppia, una linea dal costo di 35 cent per artisti considerati dotati del potenziale sufficiente per vendere in entrambi i mercati, sia quello dei bianchi che quello dei neri. Così la band di Jordan venne trasferita dalla Decca alla Seppia assieme ai The Delta Rhythm Boys, al Nat King Cole Trio, a Buddy Johnson e la Jay McShann Band.
Alla fine del 1941, il gruppo ritornò a New York, costituito da Jordan, Bartley, Martin, il trombettista Eddie Roane ed il pianista Thomas Arnold. Nel novembre del 1941 venne registrato un altro classico di Jordan, Knock Me A Kiss, divenuto in seguito uno dei brani più gettonati dei jukebox, anche se non entrò in classifica. Tuttavia Roy Eldridge registrò successivamente una versione, con la Gene Krupa band, che divenne un hit nel giugno del 1942, a quasi un anno di distanza dall'uscita della registrazione di Jordan. Anche Jimmie Lunceford ne realizzò poi una cover.
Queste sessioni produssero il primo vero successo di Jordan, I'm Gonna Move to the Outskirts of Town, (Mi trasferirò in periferia) originariamente registrato da Casey Bill Weldon nel 1936, anche se inizialmente non riuscì a entrare in classifica. Anche questo brano venne realizzato da Lunceford nel 1942: questa versione raggiunse la 12ª posizione nelle classifiche pop, divenendo poi una cover di Big Bill Broonzy e Jimmy Rushing.
Le sessioni del luglio 1942 condussero alla realizzazione di nove tracce, permettendo alla Decca di fare scorta di brani di Jordan in risposta al divieto di registrazione dichiarato dalla American Federation of Musicians. Il divieto, imposto al fine di garantire il pagamento delle royalties ai musicisti per ogni disco venduto, provocando la forzata assenza di Jordan dallo studio di registrazione per tutto l'anno seguente e impedì a molti artisti bebop di registrare nel corso di uno degli anni più cruciali della storia del genere.
I'm Gonna Leave You on the Outskirts of Town, (Ti lascerò alla periferia della città) fu il seguito del precedente, I'm Gonna Move to the Outskirts of Town, (Mi trasferirò in periferia) ma divenne il primo successo di Jordan raggiungendo la seconda posizione su Billboard Harlem Hit Parade. Il suo pezzo successivo, What's the Use of Getting Sober, When You're Gonna Get Drunk Again, (A che serve diventare sobri, quando ti ubriacherai di nuovo), divenne il primo brano di Jordan a ottenere il primo posto in classifica, raggiungendo la vetta della Harlem Hit Parade nel dicembre 1942. La successiva,  The Chicks I Pick Are Slender, Tender and Fine, (Le ragazze che scelgo sono snelle, tenere e carine) , si classificò, nel gennaio 1943, in decima posizione.
Il loro lato A successivo, il comico, Five Guys Named Moe , (Cinque ragazzi di nome Moe), è stata una delle prime registrazioni a concretizzare il veloce, oscillante stile R & B, stile che divenne il marchio di Jordan, raggiungendo, nel settembre 1943 la terza posizione in classifica. Il brano fu poi inserita come apertura di uno spettacolo teatrale di lunga durata, spettacolo che rese omaggio a Jordan e alla sua musica. Il più convenzionale, That'll Just About Knock Me Out, (Questo mi manderà al tappeto), andò molto bene, raggiungendo l'8°, e dando a Jordan, nelle sessioni del dicembre 1942, il suo quinto successo.
Alla fine del 1942, Jordan e la sua band si trasferirono tra Los Angeles e San Diego, dove suonarono presso importanti locali notturni. Mentre era a Los Angeles, iniziò a realizzare alcuni soundies, i precursori del moderno genere music video, apparendo, sia in molte trasmissioni radiofoniche, che in una serie di programmi realizzati per le Forze Armate per la distribuzione alle truppe americane all'estero. A differenza di molti musicisti, la carriera di Jordan non subì interruzioni, tranne che per quattro settimane per una tournée svolta presso alcuni campi militari. Gli venne diagnosticata un'ernia, per cui venne classificato come 4F, e quindi ritenuto inabile al servizio militare.
La Decca fu fra le prime etichette discografiche a raggiungere un accordo con la Musicians' Union, così Jordan ritornò a registrare a partire dall'ottobre del 1943. In questa sessione, Jordan e la sua band, registrarono, Ration Blues, brano composto ai tempi della Fox Head Tavern, ma che assunse un nuovo significato a seguito del razionamento imposto in tempo di guerra. Divenne un successo sia nelle classifiche degli artisti bianchi che in quelle di colore. Fu anche un grande successo nella Harlem Hit Parade, dove rimase per sei settimane al primo posto e nella Top Ten per 21 settimane, raggiungendo l'11ª posizione nella classifica generale dei best seller chart.

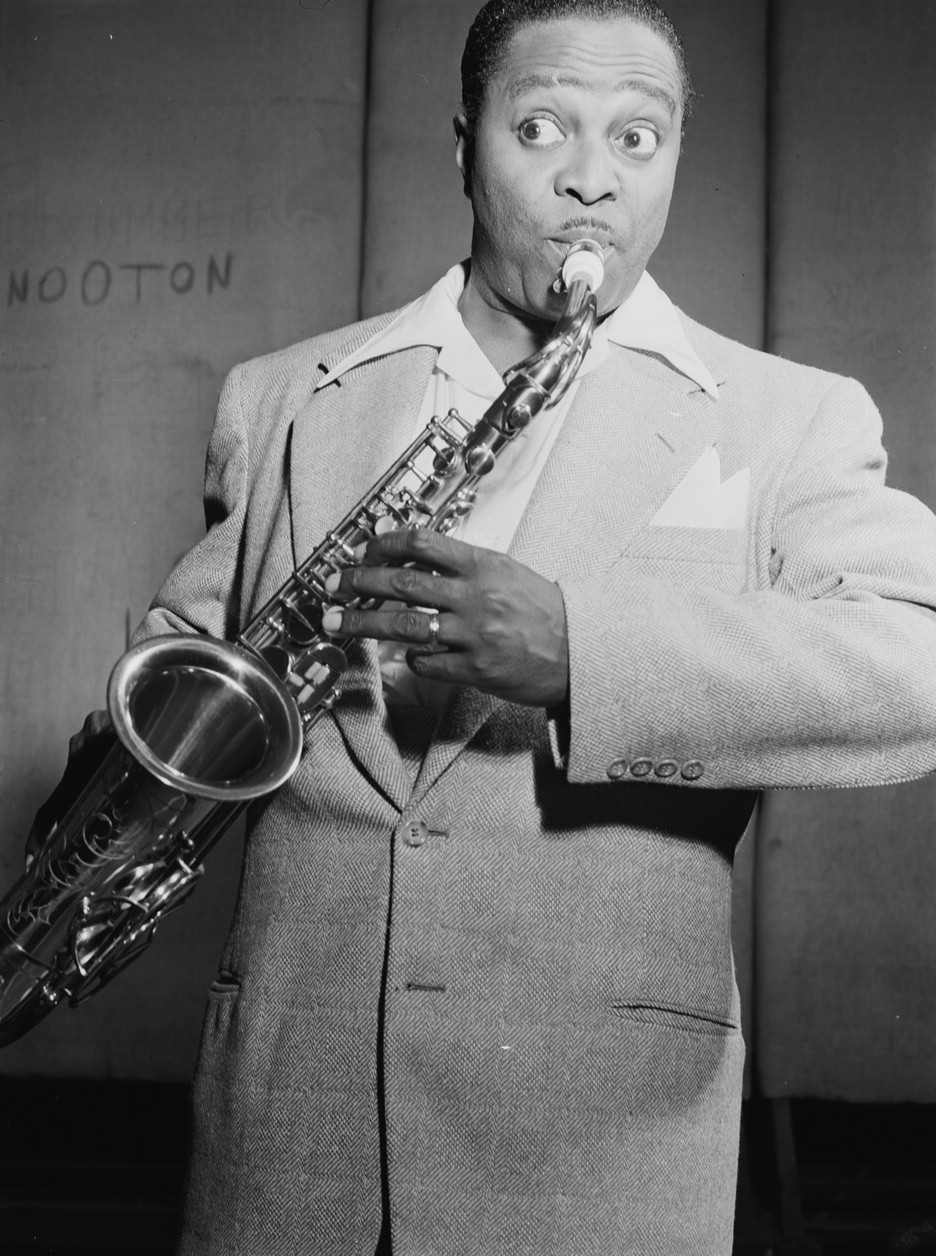
Louis Jordan, New York, 1946

Negli anni 1940, Jordan pubblicò dozzine di successi, compreso, Saturday Night Fish Fry, (Frittura di pesce del sabato sera), uno dei primi e maggiori contendenti al titolo di First rock and roll record, Blue Light Boogie (Ballo alla luce blue), il classico comico Ain't Nobody Here but Us Chickens (Qui non c'è nessuno, tranne noi polli) , Buzz Me (Fammi uno squillo) , Ain't That Just Like a Woman (Non è proprio come una donna) e il multimilionario Choo Choo Ch'Boogie.
Uno dei suoi maggiori successi fu, Caldonia, con la sua battuta finale urlata da tutta la band,  Caldonia! Caldonia! Cosa fa la vostra testa così dura? . Dopo questo successo la canzone venne registrata anche da Woody Herman in una versione moderna, con un coro all'unisono di cinque trombe. Muddy Waters ne registrò una sua versione. Tuttavia, molti dei più grandi successi R & B di Jordan erano inimitabili, pertanto non vennero mai registrate delle cover di successo; una rarità, in un'epoca in cui il pop nero veniva spesso registrato da artisti bianchi e molte canzoni popolari venivano pubblicate in più versioni concorrenti.
Le registrazioni cupe di Jordan furono notevoli per il loro uso nella narrativa fantastica. Questo è forse meglio esemplificato in, Saturday Night Fish Fry, (La frittura di pesce del sabato sera), brano che, nel 1950, gli valse il successo su entrambi i lati del disco a 78 giri. È probabilmente una delle prime registrazioni americane del genere rock'n'roll classico (che ovviamente esercitò un'influenza diretta sui lavori successivi di Bill Haley), sicuramente una delle prime canzoni molto popolari a usare la parola rock nel ritornello e, per un tratto essenziale, il suono di una chitarra elettrica distorta.
La sua narrativa è sorprendentemente simile allo stile ripreso da Bob Dylan nel suo classico racconto in canzoni come Bob Dylan's 115th Dream e Tombstone Blues. Il brano Saturday Night Fish Fry è notevole soprattutto per il consueto ritornello di introduzione strumentale, ma la sua caratteristica più importante è la sequenza rapida delle parole di Jordan in una sequenza di semi-parlato. La sua voce, chiaramente influenzata dalla sua esperienza come solista di sassofono, de-enfatizza la melodia vocale a favore del fraseggio molto sincopato e degli effetti percussivi di allitterazione e assonanza, probabilmente uno dei primi esempi di musica popolare americana vocale poi evoluta nel rap.
Le canzoni originali di Jordan celebrarono gioiosamente gli alti e bassi della vita urbana degli afro-americani infusi di uno sfrontato buon umore e di energia musicale con un'influenza enorme sullo sviluppo del rock and roll. La sua musica fu popolare sia tra i neri che i bianchi ma, liricamente, la maggior parte delle sue canzoni furono, con forza e senza compromessi, e di fatto, nere nel loro contenuto.
Caricate con ironici commenti sociali e riferimenti codificati, furono un tesoro dello slang dei neri nel periodo 1930/40. Attraverso le sue liriche Jordan fu probabilmente uno dei principali divulgatori del termine slang chick (donna). Temi sessuali hanno caratterizzato con intensità i testi delle sue canzoni, come ad esempio in Show Me How To Milk The Cow, (Fammi vedere come mungi la mucca) i cui doppi sensi erano talmente evidenti che sorprende il fatto che fossero stati pubblicati senza una censura preventiva.

### Re dei Jukebox
La prima parte della carriera di registrazione di Louis Jordan, va dal 1942 al 1950, un periodo dove vigeva nei confronti dei neri la segregazione razziale, pratica che evidentemente venne estesa anche alla possibilità che il musicista potesse parteciapre a sessioni radiofoniche. Nonostante questo riuscì a raggiungere, nel 1944, la prima posizione col singolo G.I. Jive/Is You Is Or Is You Ain't My Baby?, in gran parte grazie alla sua performance nel film prodotto da Universal Follow the Boys, nel quale partecipò con un cameo musicale. Due anni dopo, per la MGM, vide il gatto Tom cantare Is You Is Or Is You Aint My Baby?, nel breve cartone di Tom & Jerry, Solid Serenade.
La popolarità di Jordan aumentò, non solo a seguito delle sue incisioni per la Decca, ma anche per la sua prolifica attività di registrazione per la radio delle Forze Armate e per il programma V-Disc, che lo resero popolare sia fra bianchi che neri. Inoltre, prese parte ad una serie di brevi film musicali per promuovere le sue canzoni di successo. Questi possono essere considerati gli antenati degli attuali video musicali, i cosiddetti soundies, utilizzati nei video-jukebox.

### Declino
Nel 1951, Jordan mise insieme, per un breve periodo, una big band che comprendeva musicisti del calibro di Pee Wee Moore e altri, in un momento storico in cui le big band erano ormai destinate al crepuscolo. Questo è considerato l'inizio del suo declino commerciale, anche se, dopo un solo anno, fu in grado di ricompattare lo storico quintetto. A metà degli anni cinquanta, i dischi di Jordan non vendevano più nei decenni precedenti, fatto che lo indusse a cambiare etichetta discografica. Trasferitosi alla Mercury Records, Jordan riuscì ad aggiornare il suo suono al rock and roll pieno, con brani come, Let the Good Times Roll (Lascia passare i bei tempi) e Salt Pork, West Virginia. Dopo questo periodo, però, la popolarità di Jordan andò svanendo, cosi' continuò a incidere solo per un piccolo seguito di appassionati. Raramente registrò dopo i primi anni 1960. Jordan morì a Los Angeles, California, in seguito a un attacco di cuore il 4 febbraio 1975. Venne inumato nel cimitero di Mt. Olive Cemetery, nel paese natale di sua moglie Martha, St. Louis.
Durante un'intervista concessa negli ultimi anni della sua vita, Jordan fece la controversa dichiarazione:  il rock and roll è semplicemente un rhythm and blues suonato da musicisti bianchi .
Nonostante Jordan scrisse (o co-scrisse) gran parte delle canzoni da lui eseguite, egli non beneficiò finanziariamente della maggior parte di esse. Molti dei suoi successi, compresa Caldonia, vennero accreditati alla moglie del tempo, Fleecie Moore, come mezzo per evitare un accordo editoriale esistente. Il matrimonio con Fleecie More fu aspro e di breve durata, addirittura in due occasioni, Moore accoltellò Jordan al termine del contenzioso, quasi uccidendolo al secondo tentativo. Dopo il loro divorzio Fleecie mantenne la proprietà delle canzoni. Tuttavia, Jordan può aver preso la paternità di alcune canzoni scritte da altri, accreditato come co-paroliere di Saturday Night Fish Fry, ma il pianista Bill Doggett dichiarò in seguito che in realtà aveva scritto lui la canzone.
Jordan cantò in molti film, apparendo in Meet Miss Bobby Sox (Incontrai la signorina Bobby Sox) (1944) e La nave della morte (1944). Fu inoltre protagonista in alcuni film interpretati da soli attori di colore come Beware (Attenzione) (1946), Reet, Petite, and Gone e Look Out Sister , tutti girati nel 1947, quando questo genere di film non venne mai più prodotto.

## Vita privata
È probabile che Jordan si sia sposato per cinque volte. La sua prima moglie si chiamava Julia o Julie. Nel 1932 si era sposato con la cantante e ballerina texana Ida Fields, mentre nel 1942 sposò l'amica d'infanzia Fleecie Moore. Dopo il loro divorzio, nel 1951, sposò la ballerina Vicky Hayes, separandosi da lei nel 1960. Infine, nel 1966 sposò la cantante e ballerina Martha Weaver.

## Hit singoli
| Data | Titolo                                                           | Posizione          | Posizione | Posizione  | Note                                            |
| Data | Titolo                                                           | US R&B/Race Charts | US Charts | US Country | Note                                            |
| ---- | ---------------------------------------------------------------- | ------------------ | --------- | ---------- | ----------------------------------------------- |
| 1942 | I'm Gonna Leave You on the Outskirts of Town                     | 3                  |           |            |                                                 |
| 1942 | What's the Use of Getting Sober (When You Gonna Get Drunk Again) | 1                  |           |            |                                                 |
| 1943 | The Chicks I Pick Are Slender and Tender and Tall                | 10                 |           |            |                                                 |
| 1943 | Five Guys Named Moe                                              | 3                  |           |            |                                                 |
| 1943 | That'll Just 'Bout Knock Me Out                                  | 8                  |           |            |                                                 |
| 1943 | Ration Blues                                                     | 1                  | 11        | 1          | First crossover hit                             |
| 1944 | Deacon Jones                                                     |                    |           | 7          |                                                 |
| 1944 | G.I. Jive                                                        | 1                  | 1         |            |                                                 |
| 1944 | Is You Is or Is You Ain't My Baby                                | 3                  | 2         | 1          |                                                 |
| 1945 | Mop! Mop!                                                        | 1                  |           |            |                                                 |
| 1945 | You Can't Get That No More                                       | 2                  | 11        |            |                                                 |
| 1945 | Caldonia                                                         | 1                  | 6         |            | Ridenominato Caldonia Boogie for national chart |
| 1945 | Somebody Done Changed the Lock on My Door                        | 3                  |           |            |                                                 |
| 1945 | My Baby Said Yes                                                 |                    | 14        |            | Duetto con Bing Crosby                          |
| 1946 | Buzz Me                                                          | 1                  | 9         |            |                                                 |
| 1946 | Don't Worry 'Bout That Mule                                      | 1                  |           |            |                                                 |
| 1946 | Salt Pork, West Virginia                                         | 2                  |           |            |                                                 |
| 1946 | Reconversion Blues                                               | 2                  |           |            |                                                 |
| 1946 | Beware (Brother, Beware)                                         | 2                  | 20        |            |                                                 |
| 1946 | Don't Let the Sun Catch You Cryin'                               | 3                  |           |            |                                                 |
| 1946 | Stone Cold Dead in the Market (He Had It Coming)                 | 1                  | 7         |            | Duetto con Ella Fitzgerald                      |
| 1946 | Petootie Pie                                                     | 3                  |           |            | Duetto con Ella Fitzgerald                      |
| 1946 | Choo Choo Ch'Boogie                                              | 1                  | 7         |            |                                                 |
| 1946 | That Chick's Too Young to Fry                                    | 3                  |           |            |                                                 |
| 1946 | Ain't That Just Like a Woman (They'll Do It Every Time)          | 1                  | 17        |            |                                                 |
| 1946 | Ain't Nobody Here But Us Chickens                                | 1                  | 6         |            |                                                 |
| 1946 | Let the Good Times Roll                                          | 2                  |           |            |                                                 |
| 1947 | Texas and Pacific                                                | 1                  | 20        |            |                                                 |
| 1947 | I Like 'Em Fat Like That                                         | 5                  |           |            |                                                 |
| 1947 | Open the Door, Richard!                                          | 2                  | 6         |            |                                                 |
| 1947 | Jack, You're Dead                                                | 1                  | 21        |            |                                                 |
| 1947 | I Know What You're Puttin' Down                                  | 3                  |           |            |                                                 |
| 1947 | Boogie Woogie Blue Plate                                         | 1                  | 21        |            |                                                 |
| 1947 | Early in the Mornin'                                             | 3                  |           |            |                                                 |
| 1947 | Look Out                                                         | 5                  |           |            |                                                 |
| 1948 | Barnyard Boogie                                                  | 2                  |           |            |                                                 |
| 1948 | How Long Must I Wait for You                                     | 9                  |           |            |                                                 |
| 1948 | Reet, Petite and Gone                                            | 4                  |           |            |                                                 |
| 1948 | Run Joe                                                          | 1                  | 23        |            |                                                 |
| 1948 | All for the Love of Lil                                          | 13                 |           |            |                                                 |
| 1948 | Pinetop's Boogie Woogie                                          | 14                 |           |            |                                                 |
| 1948 | Don't Burn the Candle at Both Ends                               | 4                  |           |            |                                                 |
| 1948 | We Can't Agree                                                   | 14                 |           |            |                                                 |
| 1948 | Daddy-O                                                          | 7                  |           |            | Duetto con Martha Davis                         |
| 1948 | Pettin' and Pokin'                                               | 5                  |           |            |                                                 |
| 1949 | Roamin' Blues                                                    | 10                 |           |            |                                                 |
| 1949 | You Broke Your Promise                                           | 3                  |           |            |                                                 |
| 1949 | Cole Slaw (Sorghum Switch)                                       | 7                  |           |            |                                                 |
| 1949 | Every Man to His Own Profession                                  | 10                 |           |            |                                                 |
| 1949 | Baby, It's Cold Outside                                          | 6                  | 9         |            | Duetto con Ella Fitzgerald                      |
| 1949 | Beans and Corn Bread                                             | 1                  |           |            |                                                 |
| 1949 | Saturday Night Fish Fry (Pts. 1 & 2)                             | 1                  | 21        |            |                                                 |
| 1950 | School Days                                                      | 5                  |           |            |                                                 |
| 1950 | Blue Light Boogie (Pts. 1 & 2)                                   | 1                  |           |            |                                                 |
| 1950 | I'll Never Be Free                                               | 7                  |           |            | Duetto con Ella Fitzgerald                      |
| 1950 | Tamburitza Boogie                                                | 10                 |           |            |                                                 |
| 1951 | Lemonade                                                         | 5                  |           |            |                                                 |
| 1951 | Tear Drops from My Eyes                                          | 4                  |           |            |                                                 |
| 1951 | Weak Minded Blues                                                | 5                  |           |            |                                                 |

## Filmografia
- La nave della morte (Follow the Boys), regia di A. Edward Sutherland (1944)
- Meet Miss Bobby Sox (1944), regia di Glenn Tryon

## Premi e riconoscimenti
Grammy Award
- 2018 - Premio alla carriera

Rock and Roll Hall of Fame
- 1987 - Early Influence